# Kostanjevica na Krki község
Kostanjevica na Krki község (szlovénül Občina Kostanjevica na Krki) Szlovénia 212 alapfokú közigazgatási egységének, azaz községének egyike a Posavska statisztikai régióban. A település székhelye Kostanjevica na Krki város. A Gorjanci-hegység északi lábánál fekszik, és a horvát határig terjed. Horvátországgal határos.

## Települések
A községhez Kostanjevica na Krki székhelyen kívül a következő települések tartoznak:
- Avguštine
- Črešnjevec pri Oštrcu
- Črneča Vas
- Dobe
- Dobrava pri Kostanjevici
- Dolnja Prekopa
- Dolšce
- Globočice pri Kostanjevici
- Gornja Prekopa
- Grič
- Ivanjše
- Jablance
- Karlče
- Kočarija
- Koprivnik
- Male Vodenice
- Malence
- Orehovec
- Oštrc
- Podstrm
- Ržišče
- Sajevce
- Slinovce
- Velike Vodenice
- Vrbje
- Vrtača
- Zaboršt

## Népesség
| Lakosok száma | 2410 | 2416 | 2411 | 2416 | 2414 | 2441 | 2414 | 2441 | 2445 | 2443 |
|               | 2008 | 2009 | 2011 | 2012 | 2013 | 2015 | 2016 | 2017 | 2019 | 2020 |